# Brunnen (Well Park)

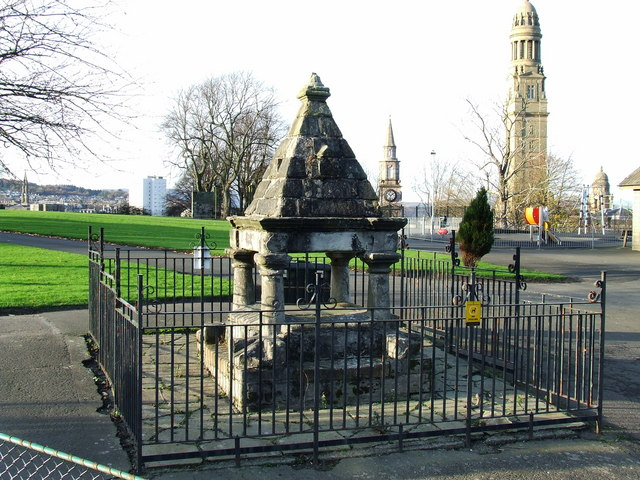
Brunnen im Well Park; im Hintergrund die Türme der Stadtverwaltung und der Wellpark Mid Kirk

Der Brunnen im Well Park ist ein Brunnen in der schottischen Stadt Greenock in der Council Area Inverclyde. 1971 wurde das Bauwerk in die schottischen Denkmallisten in der höchsten Kategorie A aufgenommen.

## Geschichte
Im Jahre 1540 sicherte sich Alexander Schaw die Ländereien von West Greenock. Wahrscheinlich um diese Zeit ließ er dort ein Herrenhaus errichten. Das Gebäude wurde im Laufe des 17. Jahrhunderts mehrfach erweitert. Zu einem Zeitpunkt zwischen 1679 und 1699 verfielen Teile des Gebäudes in einen ruinösen Zustand. Vor 1740 wurde auf den Fundamenten der Ruine ein längliches Haus errichtet. Nachdem es von der Familie aufgegeben wurde, lebten dort wechselnde Pächter. Im Gewölbekeller war ein Gefängnis eingerichtet. Mit Ausnahme des Brunnens sind heute keine Überreste des Gebäudes mehr erhalten, nachdem es 1886 abgerissen wurde. Heute verläuft eine Bahntrasse auf dem Gelände.

## Beschreibung
Der Brunnen befindet sich im Nordwesten des Wells Parks im Stadtzentrum Greenocks. Das Bauwerk stammt aus dem Jahre 1629 und wurde unter John Shaw erbaut. Sowohl seine als auch die Initialen seiner Ehefrau Helen Houstoun sind an dem Brunnen verewigt. Der Brunnen weist architektonische Merkmale der schottischen Renaissancearchitektur auf. Vier kurze Säulen tragen hierbei eine pyramidenförmige Kappe.